# Плезиадапис
Плезиадапис (лат. Plesiadapis, от др.-греч. πλησίος «близкий» и Adapis) — вымерший род млекопитающих подотряда Plesiadapiformes, обитавший в эпоху палеоцена — эоцена около 66—47,8 млн лет назад в Европе и Северной Америке.
По внешнему виду напоминал белку, с которой, однако, не находился в родстве даже на уровне отряда. Плезиадапис обладал хорошо развитыми когтями и глазами, расположенными по бокам головы. Мог быстрее передвигаться по земле, чем по деревьям. Обитал на низко расположенных ветвях, где питался фруктами и листьями.

## Виды
На декабрь 2023 в род включают 17 вымерших видов:
- † Plesiadapis anceps Simpson, 1936
- † Plesiadapis berruensis Jehle et al., 2018
- † Plesiadapis churchilli Gingerich, 1975
- † Plesiadapis cookei Jepsen, 1930
- † Plesiadapis dubius Matthew, 1915
- † Plesiadapis fodinatus Jepsen, 1930
- † Plesiadapis gingerichi Rose, 1981
- † Plesiadapis insignis Piton, 1940
- † Plesiadapis ploegi De Bast et al., 2018
- † Plesiadapis praecursor Gingerich, 1975
- † Plesiadapis recticuspidens Lemoine, 1878
- † Plesiadapis remensis Lemoine, 1887
- † Plesiadapis rex Gidley, 1923
- † Plesiadapis russelli Gingerich, 1976
- † Plesiadapis simonsi Gingerich, 1975
- † Plesiadapis tricuspidens Gervais, 1877typus
- † Plesiadapis walbeckensis Russell, 1964